# The Janoskians

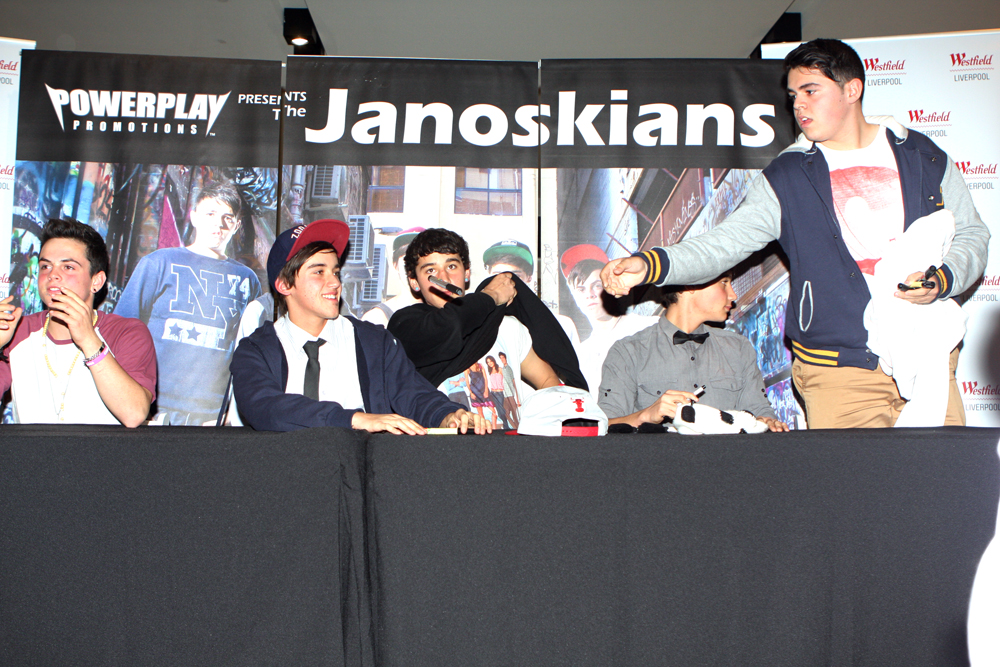
I Janoskians ad una presentazione a Liverpool

I Janoskians (acronimo di Just Another Name Of Silly Kids In Another Nation) sono un gruppo comico australiano formato a Melbourne, in Australia noti grazie ai loro video su YouTube.
Il gruppo intrattiene principalmente grazie agli scherzi sulle ignare persone o tra di loro ed agli stunts, ma anche challenge. I fan dei Janokians sono conosciuti come Janoskiators. Hanno pubblicato anche qualche singolo musicale. Nel maggio 2014 hanno annunciato il secondo tour mondiale Got Cake Tour e nel 2015 il Jahoo Jahaa Tour, di cui le ultime quattro date sono stati M&G party (Milano, Barcellona, Madrid, Atene). 
Oltre al loro canale You Tube principale Janoskians hanno creato un canale dove ogni tanto di domenica caricano video dove fanno challenge (Daresundays), un canale dove caricano vlog e altri video casuali dove fanno scherzi, leggono le fan mail, ecc. (JanoskiansBlog) e un canale dove i gemelli Luke e Jai caricano video dove parlano o fanno altre cose. I loro video hanno più di 108 milioni di visualizzazioni in tutto il mondo.

## Storia

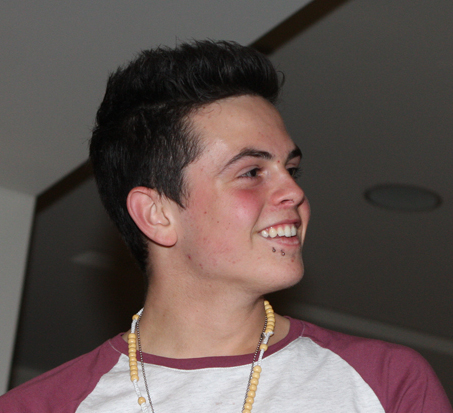
Daniel John Sahyounie

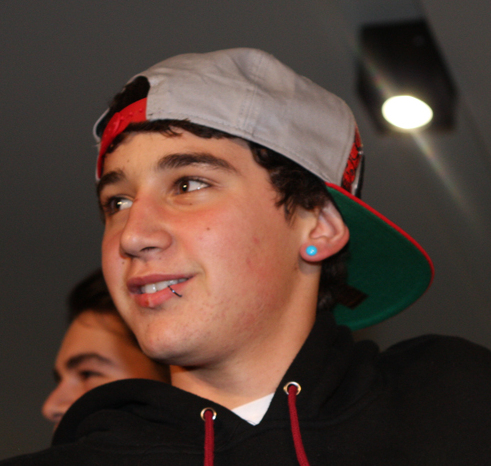
Luke Anthony Mark Brooks

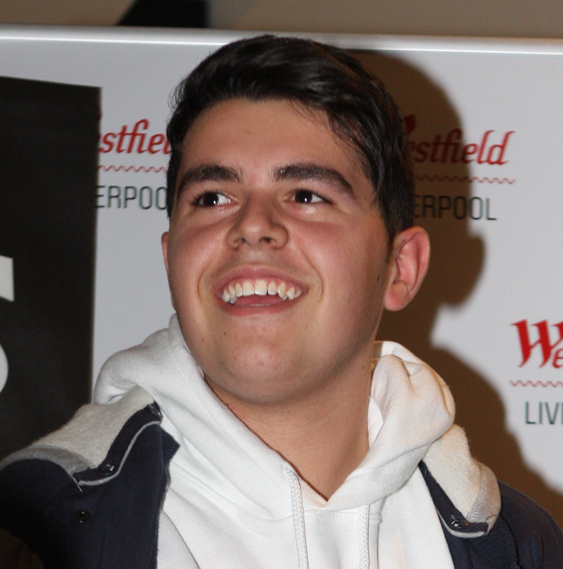
James Anthony Yammouni

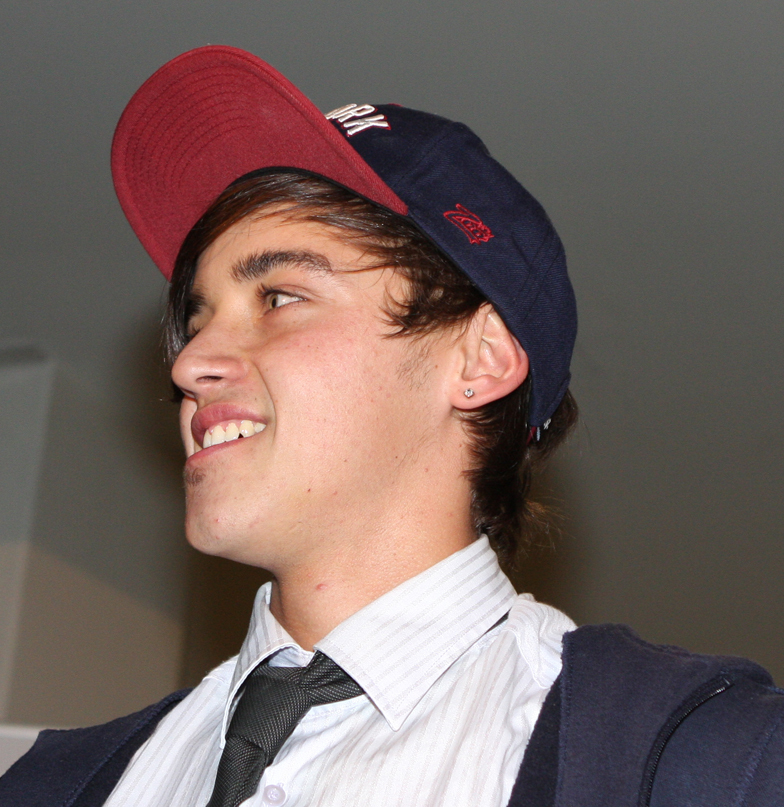
Beau Peter "Messiah" Brooks

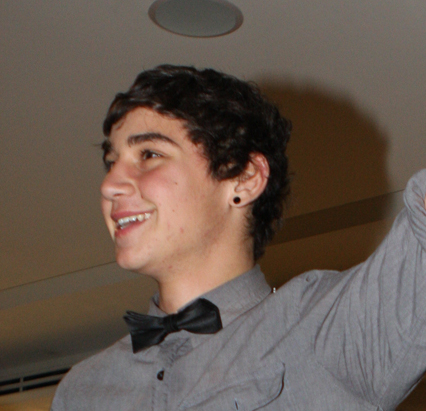
Jai Domenic Brooks "Zio Mollegeiscion"

Si sono formati il 4 luglio 2010 ed hanno iniziato a postare video a settembre del 2011. Tre di loro sono fratelli: Beau è il più grande, Luke e Jai sono gemelli, Luke è nato due minuti prima di Jai. I fratelli Brooks sono italo/australiani. Beau e Daniel hanno finito il liceo mentre Luke, James e Jai hanno preferito concentrarsi sul gruppo.
Il 31 marzo 2012 il gruppo programmò un raduno al parco a tema Luna Park di Melbourne. L'evento fu però cancellato a causa dell'enorme ed inaspettata folla che arrivò. Successivamente a Perth, fecero un raduno in un centro commerciale il 7 luglio 2012. Si presentarono oltre 3000 ragazzi all'evento. Numerosi fan vennero presto e si accamparono fuori con la speranza di poter incontrare il gruppo. Nel 2012 i Janoskians firmarono un contratto con l Sony Music Australia.
Il loro primo singolo Set the world in fire, scritta da Beau Brooks, fu pubblicato il settembre 2012 su canale dei Janoskians, prima una traccia audio e successivamente un video non ufficiale. I Janoskians incoraggiarono i fan di creare dei video per la canzone. Nel tardo 2012 produssero l'ottavo episodio su una serie sul web per MTV chiamato "The Janoskians: MTV Session". Il video fu postato sul sito di MTV Australia circa 8 settimane dopo.
I Janoskians scalarono la classifica nel 2012 con il loro singolo Set This World on Fire che raggiunse il numero 19 nella classifica australiana, entrò nella Top 30 in Nuova Zelanda e nella Top 100in Gran Bretagna. Il singolo successivo Best Friends raggiunse il numero 30 nella classifica australiana ed entrò anche in quella della Nuova Zelanda, della Gran Bretagna e dei Paesi Bassi. Il 13 ottobre 2013 Schedarono un incontro con i fan nel negozio Beverly Center a Los Angeles. Il gruppo si aspettava soltanto un centinaio di persone ma quando si presentarono migliaia di persone l'evento fu cancellato e il centro commerciale evacuato.
Il 22 febbraio 2014 il gruppo organizzò un raduno nel Times Square a New York ed arrivarono oltre 20.000 persone speranzose di ottenere un loro autografo. La polizia chiuse alcune strade adiacenti per qualche ora e confinò i Janoskians al Foxwoods Theater lasciando i fan delusi.
La Lionsgate ha annunciato nel maggio 2014 che ha firmato un accordo con i Janoskians per lanciare un film su di loro.
This Fuck*ng Song è il nome del nuovo singolo commercializzato nel 2014. È stata lanciata anche una "clean-version" con il nome di This Freakin Song. Entrambe le versioni sono state distribuite il 29 luglio 2014 sotto la Republic Records, una divisione di UMG Recordings.
Nel 2015 hanno pubblicato il loro primo film Untold And Untrue con la Lionsgate. Alla fine del Jahoo Jahaa Tour Jai Brooks ha annunciato che dovrebbe uscire un nuovo film più serio, dovrebbe essere un documentario, ma la notizia non è ancora concreta.
I membri del gruppo vivono tutti a Los Angeles.

## Controversie
Il gruppo è stato criticato per aver fatto "scherzi disgustosi su persone che non conoscevano" e per aver adottato un comportamento "losco, offensivo ed intimidatorio" in presenza di donne e bambini.

## Formazione
- Beau Peter Brooks, nato il 31 luglio 1993 (31 anni)
- Jaidon Domenic Brooks, nato il 3 maggio 1995 (30 anni)
- Luke Anthony Mark Brooks, nato il 3 maggio 1995 (30 anni)
- Daniel John Sahyounie (Skip), nato il 31 ottobre 1994 (30 anni)

ex membri:
- James Anthony Yammouni, nato il 27 febbraio 1996 (29 anni)

## Discografia

### Album / EP
| Titolo e Dettagli | Note                                                                                             |
| --- | ------------------------------------------------------------------------------------------------ |
| Would U Love Me - Tipo: EP - Pubblicato: 2 marzo 2015 - Casa Discografica: Republic Records (una divisione di UMG Recordings) | 1. Would U Love Me – 3:00 2. MoodSwings – 2:59 3. L.A. Girl – 3:28 4. Real Girls Eat Cake – 2:51 |

### Singoli
| 2012                                                                                | "Set This World on Fire"                                   | 19 | —  | 23 | 91 | Singolo senza album  |
| 2013                                                                                | "Best Friends"                                             | 30 | 83 | 35 | 58 | Singolo senza album  |
| 2014                                                                                | "Real Girls Eat Cake"                                      | 63 | —  | —  | 37 | Would U Love Me - EP |
| 2014                                                                                | "This Freakin Song" / "This Fuckin Song"                   | —  | —  | —  | —  | Singolo senza album  |
| 2014                                                                                | "That's What She Said"                                     | —  | —  | —  | —  | Singolo senza album  |
| 2015                                                                                | "L.A. Girl" "Mood Swings" "Would U Love Me"                | —  | —  | —  | —  | Would U Love Me - EP |
| 2015                                                                                | "Friend Zone" "Teenage Desperate" "All I Want 4 Christmas" | —  | —  | —  | —  | Singolo senza album  |
| 2016                                                                                | "Love What You Have"                                       | —  | —  | —  | —  | Singolo senza album  |
| "—" indica che il singolo non è entrato in classifica o che non è stato pubblicato. |                                                            |    |    |    |    |                      |